# Жизнь, рассказанная его детям
«Жизнь, рассказанная его детям» или «Моя жизнь, рассказанная моим детям» (фр. Sa Vie a ses enfants) — мемуары французского писателя Теодора Агриппы д’Обинье, опубликованные в 1629 году. Стали дополнением к его «Всеобщей истории». Автор рассказывает о своей жизни начиная с рождения в 1552 году, причём часто ссылается на «Всеобщую историю», чтобы не уделять слишком много внимания внешней стороне событий. Главное для д’Обинье — интимная сторона, его чувства к женщинам, его непростые взаимоотношения с королём Генрихом IV, наставления, которые он готов дать будущим поколениям.
По словам литературоведа А. Михайлова, «Жизнь, рассказанная его детям» — это «один из первых в новой европейской литературе примеров соединения доверительной исповедальности с объективированным рассказом об увиденном и пережитом», «очень личная книжка».